# Julian Creus
Julian Creus (* 30. Juni 1917 in Liverpool; † 9. September 1992 in Granville, New South Wales, Australien) war ein britischer Gewichtheber.

## Werdegang
Julian Creus begann im Alter von 17 Jahren mit dem Gewichtheben. Er arbeitete zu diesem Zeitpunkt in einer Schiffswerft, wo sein Training unter der Schwere der Arbeit litt. Außerdem wurde sein Trainingsfleiß öfters durch schwere Arbeitsunfälle gebremst.
Erst nach 1945 gelang es ihm deshalb, sich in England eine Spitzenposition in seinem Sport zu erkämpfen. Er war vom Körpergewicht her sehr leicht und konnte im Bantamgewicht bzw. im Federgewicht starten. 1948 qualifizierte er sich im Alter von schon 31 Jahren für einen Start bei den Olympischen Spielen in London. Er startete dort im Bantamgewicht und gewann mit 297,5 kg (82,5-95-120) im olympischen Dreikampf die Silbermedaille.
1950 nahm Julian Creus an den British Empire Games in Auckland/Neuseeland teil. Er belegte dort im Federgewicht mit einer Leistung von 670 lbs (84-97-122 = 303 kg) hinter Koh Eng Tong aus Malaya, 685 lbs (93-96-122 = 311 kg) den 2. Platz. Im gleichen Jahr gelang es ihm bei der Weltmeisterschaft in Paris im Federgewicht mit 305 kg (87,5-95-122,5) den 3. Platz zu belegen. In der Europameisterschaftswertung kam er sogar auf den 2. Platz.
Im Jahre 1951 fand die Weltmeisterschaft in Mailand statt. Julian Creus war auch dort im Federgewicht am Start. Er erzielte im OD 302,5 kg (87,5-92,5-122,5) und belegte mit dieser Leistung in der Weltmeisterschaftswertung den 3. Platz und in der Europameisterschaftswertung den 2. Platz.
1952 qualifizierte er sich wieder für die Teilnahme bei den Olympischen Spielen in Helsinki. Er erzielte dort im Federgewicht im OD 305 kg (87,5-95-122,5). Mit dieser Leistung kam er in Helsinki aber nur mehr auf den 9. Platz, weil die Leistungen der anderen Spitzenheber weltweit stark angestiegen waren.
In den Jahren 1953 bis 1955 startete Julian Creus nicht mehr bei internationalen Meisterschaften und war sogar zwei Jahre lang inaktiv. 1956 reizte es ihn aber, noch ein drittes Mal an Olympischen Spielen teilzunehmen, zumal diese im australischen Melbourne stattfanden. Er trainierte deshalb wieder hart und wurde 1956 mit einer Leistung von 310 kg (87,5-100-122,5) im OD wieder britischer Meister im Federgewicht. In Melbourne erzielte er im Federgewicht 307,5 kg (90-95-122,5) und belegte mit dieser Leistung einen ehrenvollen 11. Platz.
1960 entschloss sich Julian Creus nach Australien umzusiedeln, wo er bis 1992 lebte.

## Internationale Erfolge
| Jahr | Platz   | Wettbewerb                       | Gewichtsklasse | Ergebnisse |
| 1948 | Silber  | OS in London                     | Bantam         | mit 297,5 kg (82,5-95-120), hinter Joseph DePietro, USA, 307,5 kg und vor Richard Tom, USA, 295 kg                                                                                               |
| 1950 | 2.      | British Empire Games in Auckland | Feder          | mit 303 kg (84-97-122), hinter Koh Eng Tong, Malaya, 311 kg (93-96-122), vor Barrie Engelbrecht, Südafrika, 289 kg (88-88-113)                                                                   |
| 1950 | 3. (2.) | WM + EM in Paris                 | Feder          | mit 305 kg (87,5-95-122,5), hinter Mahmoud Fayad, Ägypten, 327,5 kg (92,5-102,5-132,5) und Jewgeni Lopatin, UdSSR, 317,5 kg (92,5-100-125), vor Einar Eriksson, Schweden, 295 kg (87,5-92,5-115) |
| 1951 | 3. (2.) | WM + EM in Mailand               | Feder          | mit 302,5 kg (87,5-92,5-122,5), hinter Said Gouda, Ägypten, 310 kg (90-97,5-122,5) und Johan Runge, Dänemark, 310 kg (97,5-92,5-120), vor Max Heral, Frankreich, 295 kg (82,5-92,5-120)          |
| 1952 | 9.      | OS in Helsinki                   | Feder          | mit 305 kg (87,5-95-122,5); Sieger: Rafael Tschimischkjan, UdSSR, 337,5 kg vor Nikolai Saksonow, UdSSR, 332,5 kg                                                                                 |
| 1956 | 11.     | OS in Melbourne                  | Feder          | mit 307,5 kg (90-95-122,5); Sieger: Isaac Berger, USA, 352,5 kg (107,5-107,5-137,5) vor Ewgeni Minajew, UdSSR, 342,5 kg (115-100-127,5)                                                          |

Erläuterungen
- OS = Olympische Spiele, WM = Weltmeisterschaft, EM = Europameisterschaft
- OD = olympischer Dreikampf, bestehend aus beidarmigem Drücken, beidarmigem Reißen und beidarmigem Stoßen
- Bantamgewicht, Gewichtsklasse bis 56 kg, Federgewicht bis 60 kg Körpergewicht